# Йеркс, Мэри
Мэри Йеркс (англ. Mary Agnes Yerkes; 1886—1989) — американская художница-импрессионистка, также фотограф. Работала маслом, пастелью и акварелью на пленэре, преимущественно изображая Запад США и его национальные парки.

## Биография
Родилась 9 августа 1886 года в городе Оак-Парк, штат Иллинойс, была третьим ребёнком в семье из четырёх братьев и сестер: Reuben Archibald, Alice Agnew и Charles Greenlees. Их родители — Charles Sherman Yerkes и Mary Greenlees Yerkes прибыли в Иллинойс из Огайо.
Мэри окончила в 1906 году среднюю школу Oak Park and River Forest High School и стала заниматься живописью. Йеркес два года обучалась истории искусства и декоративного дизайна в Rockford College. Затем училась в Academy of Fine Arts, ныне называющейся School of the Art Institute of Chicago.
Её отец умер в 1908 году. В 1913 году в её собственность перешёл дом, который она поручила оформить архитектору Ван Бергену (англ. John S. Van Bergen), современнику другого американского архитектора — Фрэнка Райта. Ван Берген проявил особый интерес к проектированию дома для женщин, одна из которых была художницей,  создав двухэтажную художественную студию для Мэри Агнес. Здесь художница жила с матерью до её смерти в 1935 году.

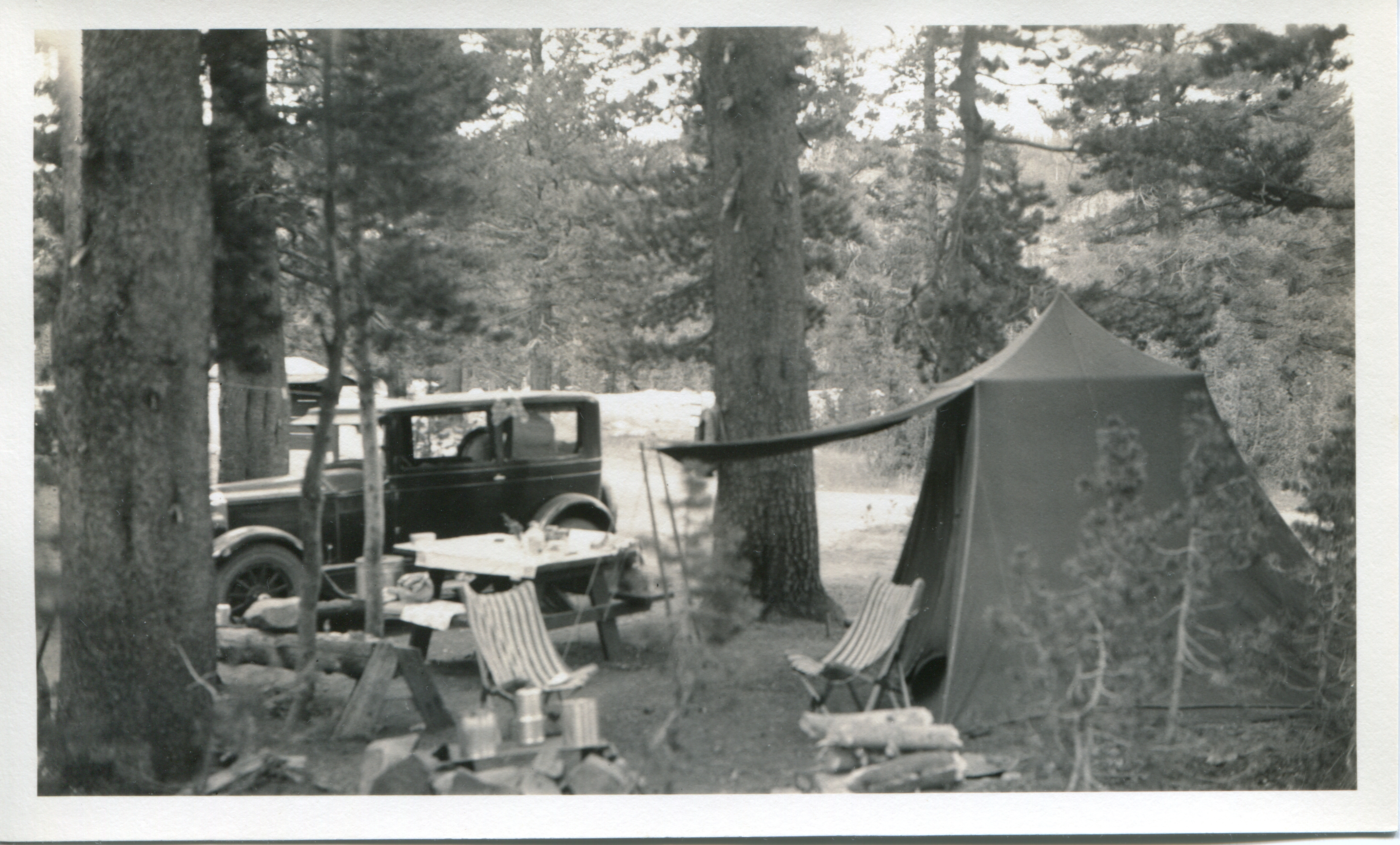
В кемпинге Йосемити с собственным «Бьюиком», 1935 год

В 1917 году она вышла замуж за военнослужащего ВМС США Archibald Nelson Offley. У них в 1918 году родился ребёнок — Mary Yerkes Offley, умерший от нефрита в 15 лет. В начале супружеской жизни морской офицер служил в разных городах США, переезжая всякий раз при смене места службы. В итоге в 1930-х годах они осели в Сан-Матео, Калифорния. Начался период Великой депрессии и художница поняла, что карьера живописца будет трудной. Стиль жизни супругов стал скромный, но не безысходный, так как муж был военнослужащим. В своё свободное время на сэкономленные деньги они путешествовали по окружающим местам с целью их художественного исследования. Они переоборудовали свой автомобиль «Бьюик», оснастив его дополнительными карманами для хранения художественных принадлежностей для работы на пленэре. Йеркс писала произведения не темы недавно созданных в стране национальных парков. Они посетили их большое количество: Озеро Крейтер, Маунт-Рейнир, Глейшер, Йеллоустон, Гранд-Титон, Арчес, Меса-Верде, Джошуа-Три, Долина Смерти, Гранд-Каньон, Йосемити и другие. Особенно посещаем был парк Йосемити — благодаря своей красоте и близости к Сан-Матео. В каждую из поездок художница делала фотографии, которые позже использовались в качестве справочного материала.
Когда в 1945 году умер муж, Йеркес взяла паузу в своей работе, возобновив её в 1950-х годах при поддержке своего нового друга — Альберта Кобба (англ. Albert Cobb), не вступив с ним во второй брак.
Умерла 8 ноября 1989 года в своём доме в Сан-Матео и похоронена на городском кладбище Golden Gate National Cemetery.

Некоторые работы
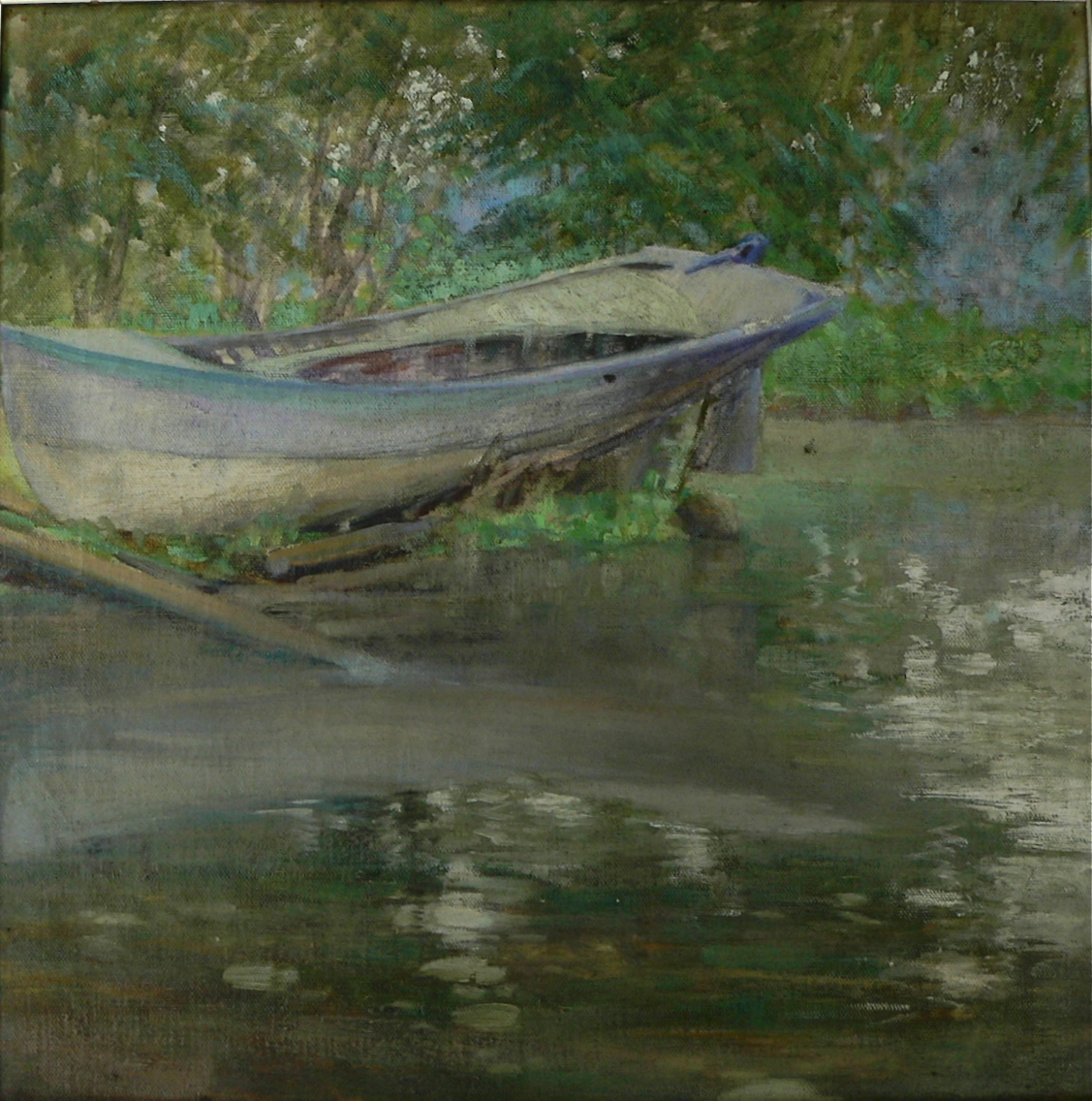
Blue Boat, около 1920.
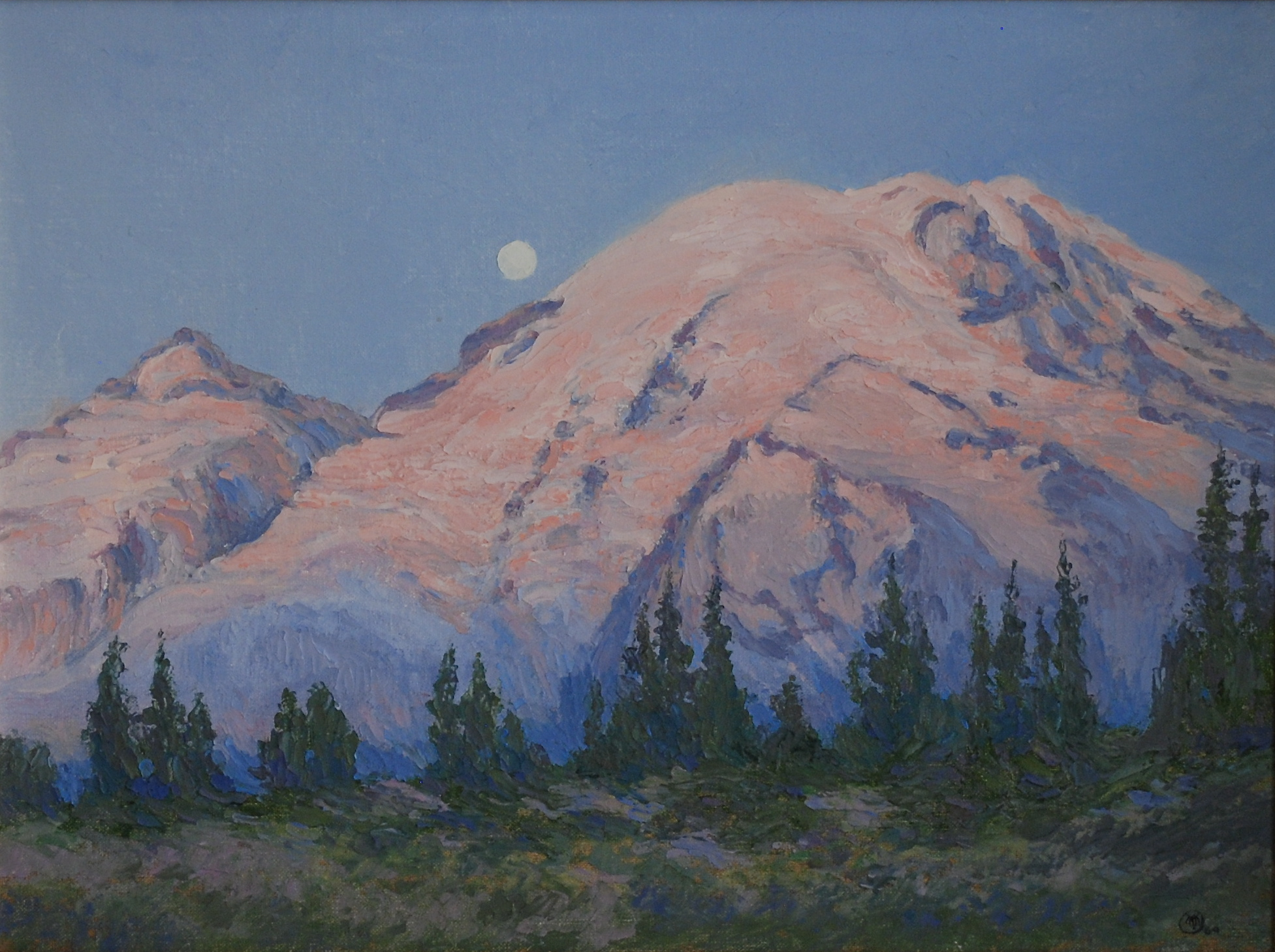
Moon Set and Sunrise Glow, 1964.
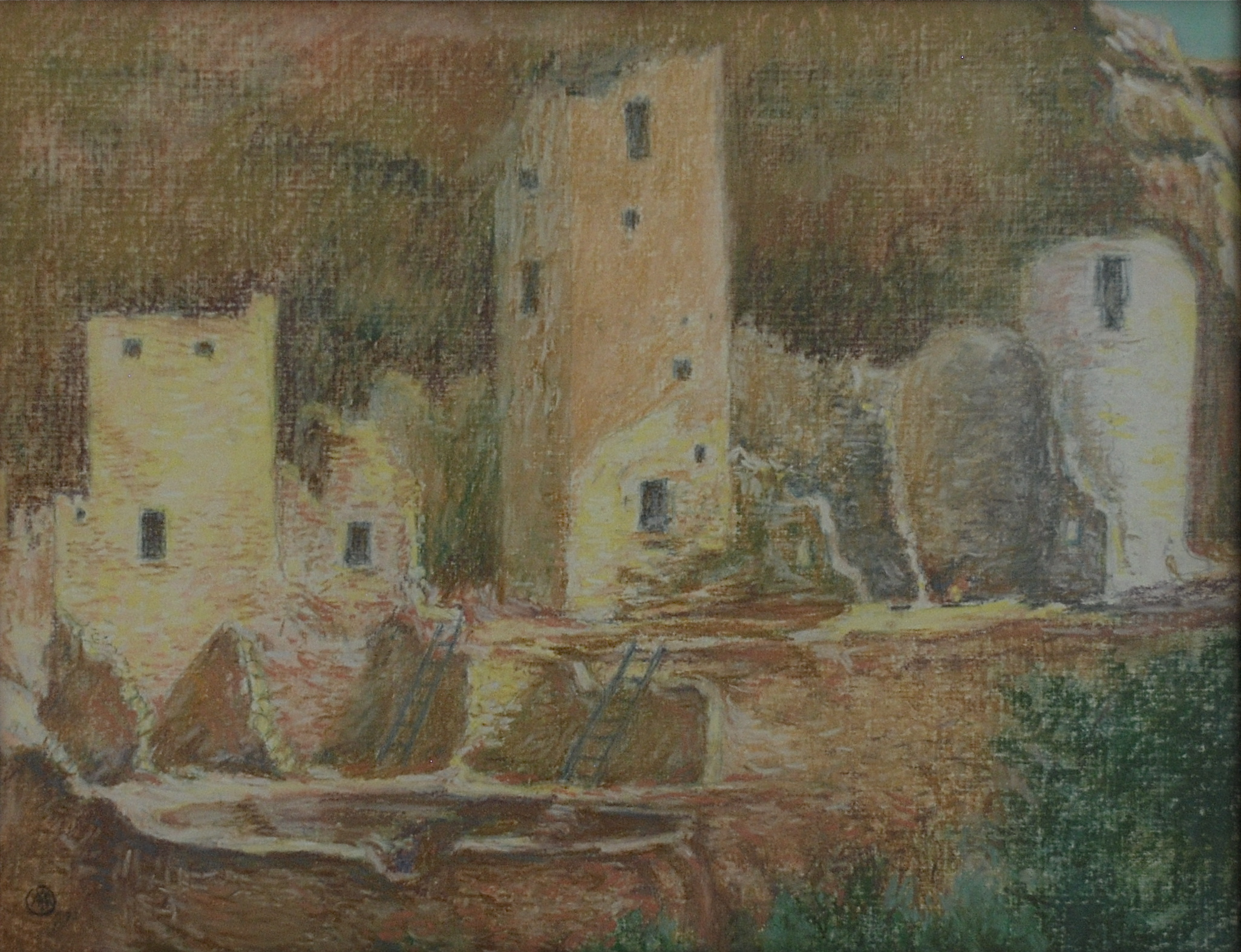
Cliff Palace, 1973.
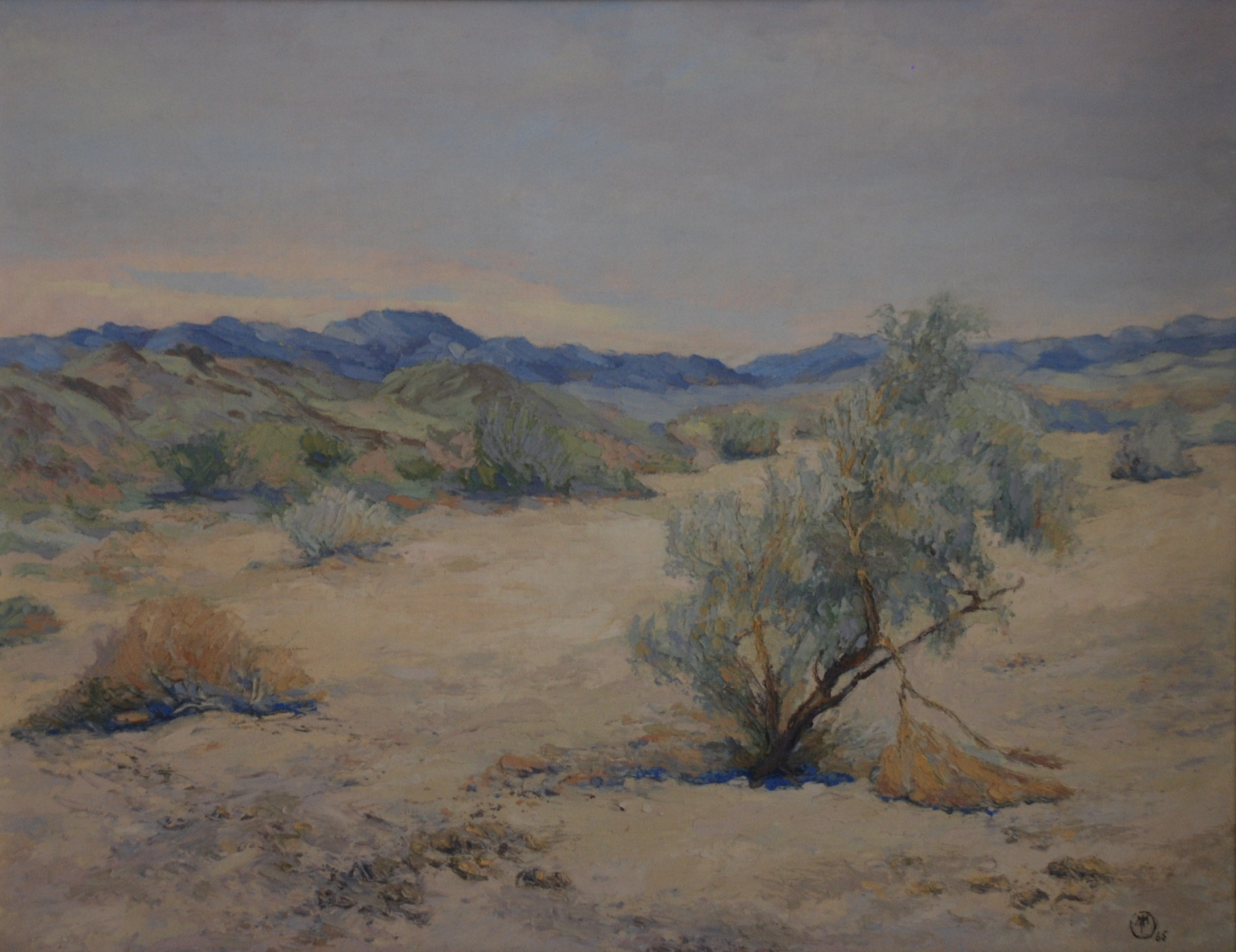
Early in the Day in Desert Quiet, 1965.

Виды подписей художницы
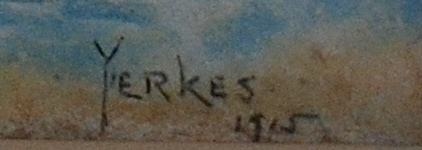
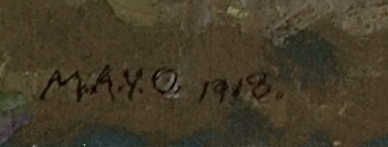
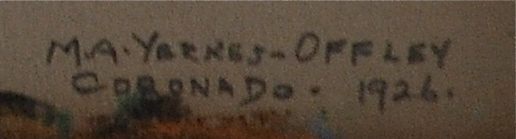
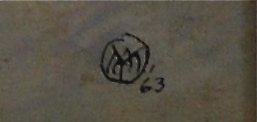